# Ващук Олексій Олександрович

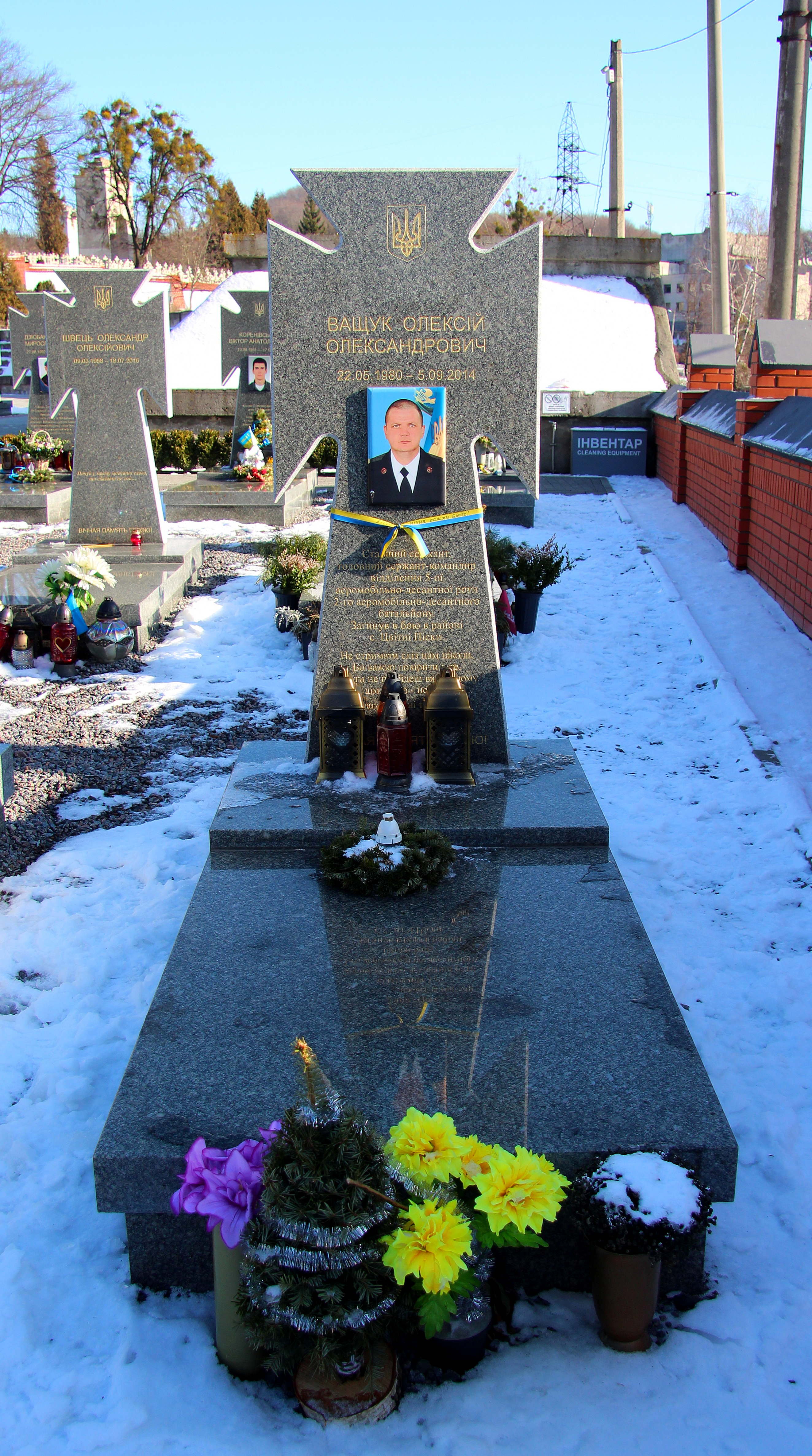

Олексі́й Олекса́ндрович Ващу́к (1980—2014) — десантник, старший сержант Збройних сил України. Учасник російсько-української війни.

## Життєвий шлях
Народився 1980 року в місті Львів. 1997 року закінчив загальноосвітню школу № 65 міста Львів; проходив строкову військову службу. 31 липня 2014 року призваний на військову службу за частковою мобілізацією.
Загинув 5 вересня 2014 у бою з диверсійною групою терористів, коли разом із побратимами біля села Цвітні Піски забезпечував відхід українських військ у Слов'яносербському районі трасою Н21.
У часі бою з російським диверсійним підрозділом українські вояки — 97 українських вояків на 6 БТРах й 2 танках (1 БТР підірвали — не заводився) — зайняли кругову оборону між селами Цвітні Піски й Стукалова Балка, відбиваючи натиск терористів у числі 240—260 чоловік. По тому засаду на техніці в русі на техніці. Після прибуття підрозділу під населений пункт Щастя було констатовано відсутність БТР-80 № 129, поранення зазнали 9 бійців. В бою загинули: прапорщик Анатолій Гаврилюк, сержант Іван Лемещук, молодші сержанти Віктор Бражнюк, Степан Бродяк та Іван Сова, солдат Руслан Степула. Вважалися зниклими безвісти: старший лейтенант Пилипчук Юрій Юрійович, лейтенант Ігор Петрівський, сержант Олексій Ващук, молодші сержанти Віктор Бражнюк, Гураль Олег Володимирович, старший солдат Володимир Соломчук, солдати Сергій Боднар, Ватаманюк Сергій Миколайович, Іван Воробель, Корнач Сергій Сергійович, Підгайний Микола Йосипович, Роман Симпович, Слободян Едуард Геннадійович, Турчин Михайло Степанович, Микола Федус. Вважаються полоненими капітан Кондрацький Віталій Володимирович, солдати Гринюк Микола Володимирович, Клим'юк Олександр Юрійович.
Похований у Львові 29 серпня 2016 року на полі почесних поховань № 76 Личаківського цвинтаря.
Без Олексія лишились батьки, сестра, племінниця.

## Нагороди та вшанування
- Указом Президента України № 47/2019 від 28 лютого 2019 року, за особисту мужність і самовіддані дії, виявлені у захисті державного суверенітету та територіальної цілісності України, нагороджений орденом «За мужність» III ступеня (посмертно)[1].
- 21 листопада 2016 року на фасаді будівлі львівської ЗОШ № 65 відкрито меморіальну дошку випускнику Олексію Ващуку.
- Його портрет розміщений на меморіалі «Стіна пам'яті полеглих за Україну» в Києві: секція 4, ряд 1, місце 21
- Вшановується в меморіальному комплексі «Зала пам'яті», в щоденному ранковому церемоніалі 5 вересня[2]